# El enigma de la habitación 622
El enigma de la habitación 622 es un libro del escritor suizo Joël Dicker, distribuido por la editorial Alfaguara. 
Se trata de una thriller acerca de la investigación de un crimen.

## Reseña
Un cadáver apareció en la habitación de un hotel de lujo en los Alpes suizos, la investigación policial no arrojó resultados positivos y quedó olvidada. Años después el propio escritor Dicker se aloja en ese hotel para reponerse anímicamente del fin de una relación y termina investigando el hecho junto a la novelista Scarlett en la habitación contigua. El que la trama se desarrolle en su ciudad de Ginebra  es, según Dicker, una forma de rendir homenaje a la ciudad a la que su familia ha pertenecido durante varias generaciones así como a su editor y mentor Bernard de Fallois.
La versión en español es traducción de María Teresa Gallego Urrutia y Amaya García Gallego, consta de 624 páginas y está distribuido por la editorial Alfaguara. También realizaron una traducción al catalán siendo distribuida esta por la editorial La campana.